# Семенченко Олеся Анатоліївна
Олеся Семенченко (нар. 27 квітня 1979 р.) — українська гандболістка, яка виступає воротаркою в Турецькій жіночій гандбольній суперлізі за «Кастамону Блд. ГСК» та збірну України.
До переїзду Семенченко грала у своїй країні за «Автомобіліст» (Бровари) (1997—1999), «Карпати» (Ужгород) (2000—2001), «Транспортник» Бровари (2001—2002), «Спартак» (Київ) (2002—2004) та «Галичанка» (Львів) (2007—2009) у 2009 році до Греції, щоб приєднатися до Ормі Патрас, де вона перебувала до 2012 року. У сезоні 2015—2016 років вона перейшла до Туреччини за Кастамону Блд. ГСК.